# Musei (Sardinien)
Musei ist eine italienische Gemeinde (comune) mit 1498 Einwohnern (Stand 31. Dezember 2023) in der Provinz Sulcis Iglesiente auf Sardinien. Die Gemeinde liegt etwa 21 Kilometer nordöstlich von Carbonia und etwa 10,5 Kilometer östlich von Iglesias. 

## Verkehr
Durch die Gemeinde führt die Strada Statale 130 Iglesiente von Cagliari nach Iglesias. Der Haltepunkt Musei an der Bahnstrecke Decimomannu–Iglesias ist stillgelegt, nächster Bahnhof ist Villamassargia-Domusnovas am Abzweig der Bahnstrecke Villamassargia–Carbonia von ersterer Strecke.